# Perlová jaskyňa
Perlová jeskyně je jeskyně a národní přírodní památka v katastrálním území obce Belá-Dulice v okrese Martin v Žilinském kraji na Slovensku. Území bylo vyhlášeno v roce 2001. Předmětem ochrany je jeskyně s přírodovědnými hodnotami celoslovenského významu.